# WCW SuperBrawl Wrestling
WCW SuperBrawl Wrestling è un videogioco sul wrestling professionistico, uscito nel 1994 su SNES, pubblicato da FCI. Prende il nome dal pay-per-view della WCW SuperBrawl ed è il terzo videogioco sulla WCW.

## Caratteristiche
Ogni lottatore condivide con gli altri lo stesso identico set di mosse, con l'eccezione delle mosse finali. Ogni personaggio esegue una serie di suplex, una backbreaker, una tombstone piledriver, un'atomic drop e una serie di pugni, calci e gomitate.

## Modalità di gioco
Le modalità di gioco disponibili sono: Uno-contro-Uno, Tag Team, Torneo con otto lottatori, Torneo Tag Team formato da quattro team e Ultimate Challenge dove il giocatore deve sconfiggere tutti i lottatori presenti nel roster. Nei match si può modificare la durata e anche quanti schienamenti bisogna fare per ottenere la vittoria.

## Roster
- Barry Windham
- Brian Pillman
- Dustin Rhodes
- Johnny B. Badd
- Ric Flair
- Rick Rude
- Rick Steiner
- Ricky Steamboat
- Ron Simmons
- Scott Steiner
- Sting
- Big Van Vader